# تد بالارد
تد بالارد (انگلیسی: Ted Ballard; ۱۶ ژوئن ۱۹۲۰ – ۱۰ ژوئن ۲۰۰۸) بازیکن فوتبال اهل بریتانیا بود.
از باشگاه‌هایی که در آن بازی کرده‌است می‌توان به باشگاه فوتبال برنتفورد، باشگاه فوتبال ساوت‌همپتون، و باشگاه فوتبال لیتون اورینت اشاره کرد.